# Aeropuerto Internacional de Fairbanks
El Aeropuerto Internacional Fairbanks (IATA: FAI, OACI: PAFA, FAA LID: FAI) es un aeropuerto de uso público de propiedad estatal ubicado a tres millas (5 km) al suroeste del distrito central de negocios de Fairbanks, del estado de Alaska, Estados Unidos.
Fairbanks es la ciudad más pequeña de los Estados Unidos que tiene vuelos regulares y sin escalas a Europa. Desde 2001 Condor Flugdienst ha seguido volando a Fráncfort del Meno cada verano. Air North es otra aerolínea internacional con vuelos (a Canadá).

## Historia

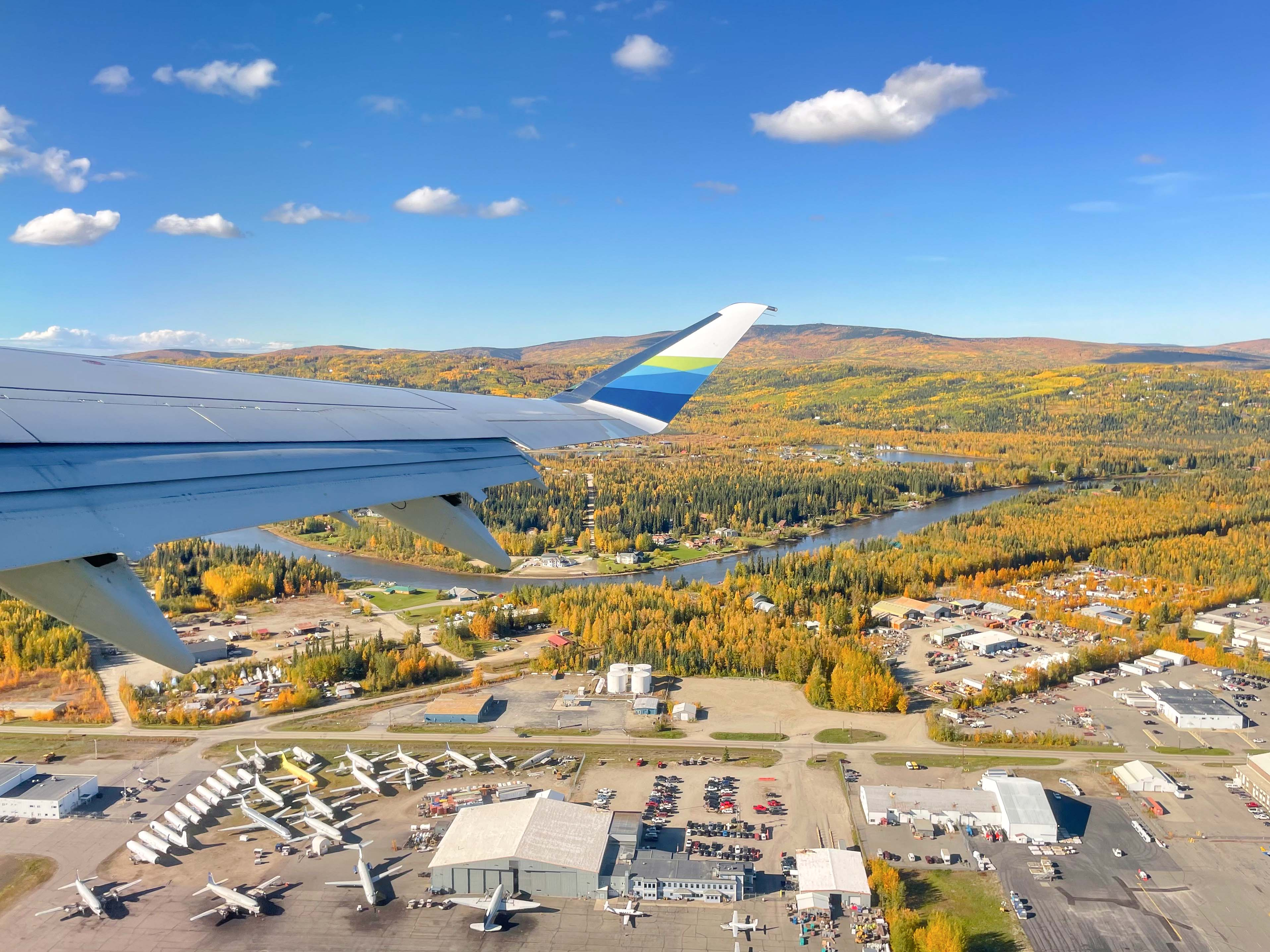
El Aeropuerto Internacional de Fairbanks International Airport en 2021

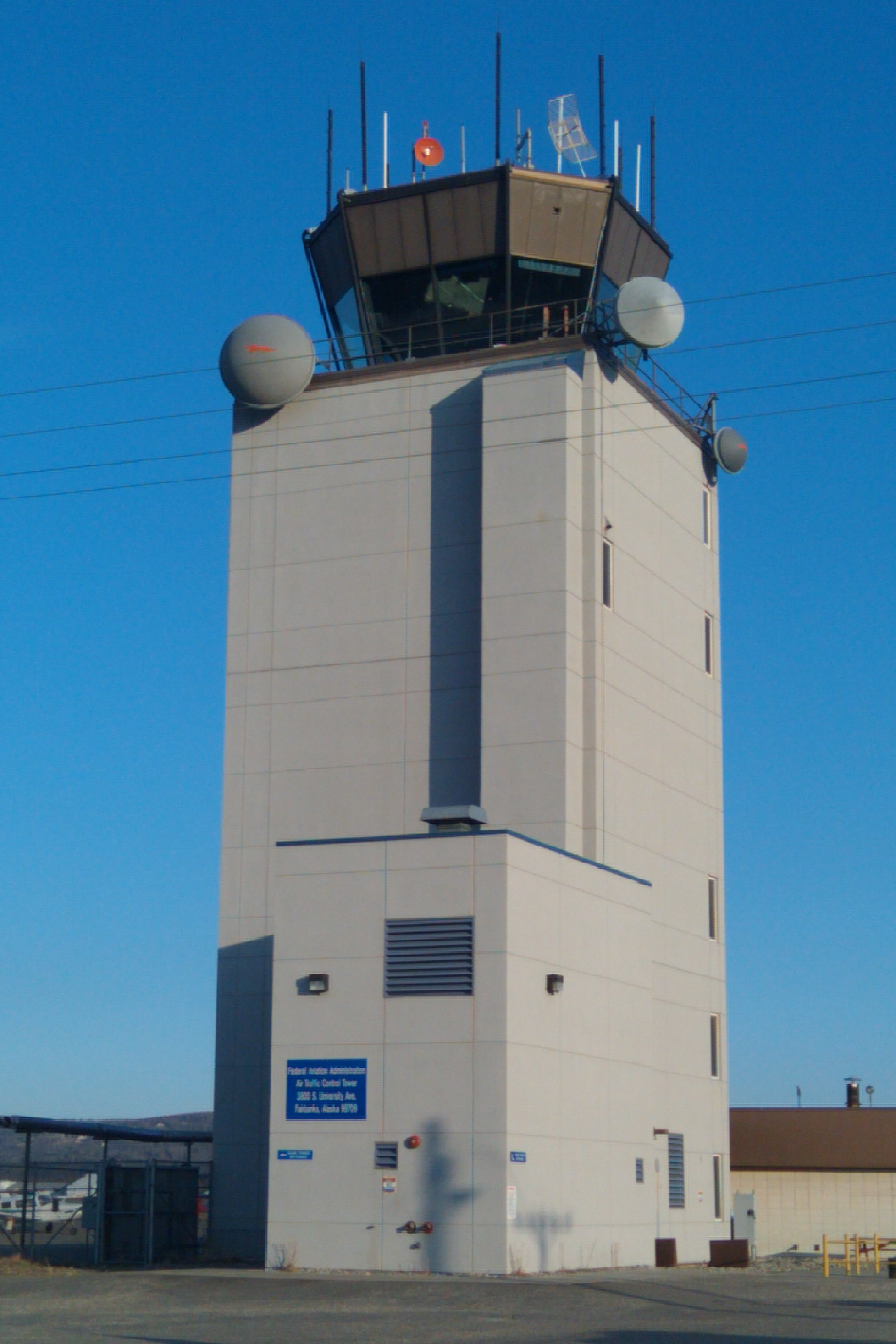
Torre de control de aeropuerto

### Primeros años
El aeropuerto abrió sus puertas en 1951 y se hizo cargo del tráfico aéreo regular existente a Fairbanks, que anteriormente había utilizado Ladd Army Airfield. Alaska Airlines usó Fairbanks como su centro principal en la década de 1950, con servicio a Seattle y Portland, así como servicio intraestatal a Anchorage, Nome y otros destinos. Sin embargo, en 1967, la aerolínea trasladó su centro de Alaska a Anchorage; su servicio Anchorage-Fairbanks continúa hasta el día de hoy. A mediados de la década de 1970, tras el desarrollo de la Trans-Alaska Pipeline, Alaska Airlines y Braniff International ofrecieron un "servicio de intercambio" entre Fairbanks y Houston a través de Anchorage, Seattle y Dallas. En 1982, siguiendo la desregulación de las aerolíneas, Alaska Airlines y American Airlines comenzaron un servicio de intercambio similar utilizando Boeing 727s.
Pan American World Airways también había servido a Fairbanks desde 1932. La estación se abrió originalmente después de la adquisición de Pacific International Airways y se usó para servicios de corta distancia a Juneau, Seattle, Ketchikan, Whitehorse y otros destinos. Pan Am intended to use Fairbanks as a stop for service to Asia as early as 1931, but initial difficulty in negotiating landing rights with the Soviet Union, followed by the outbreak of World War II, delayed these plans until decades later. Pan Am service to Fairbanks continued through the opening of FAI until 1965, when the Civil Aeronautics Board terminated Pan Am's rights to serve Alaska.
Pan American World Airways eventualmente usó Fairbanks como escala para el servicio transpacífico desde Nueva York y Seattle a Tokio a partir de septiembre de 1969. In 1974, Pan Am agreed to transfer its Fairbanks-Seattle service to Western Airlines, and requested that the CAB allow its New York-Tokyo service to be suspended from April 1975. Otras aerolíneas como Japan Airlines y Korean Air comenzaron a utilizar Fairbanks como escala técnica para vuelos transpacíficos de carga a fines de la década de 1970.

### Desarrollo desde la década de 2000
El 11 de octubre de 2009, el aeropuerto construyó una nueva terminal y demolió la antigua terminal construida en 1948. La nueva terminal está construida alrededor de los estándares modernos de la TSA. Además del diseño arquitectónico y una mejor seguridad, la terminal principal ahora tiene seis puentes de acceso (frente a los cinco anteriores). The 2,700m2 de muro cortina unificado personalizado fue diseñado y suministrado por Overgaard Ltd. Hong Kong. The special design incorporated double low-e triple glazing. La huella del nuevo edificio es más pequeña que la del edificio antiguo.
Para el período de 12 meses que terminó el 28 de febrero de 2018, el aeropuerto tuvo 119,898 operaciones de aeronaves, un promedio de 328 por día: 58% general aviation, 31% air taxi, 9% scheduled commercial, y 2% militares. En ese momento había 569 aviones con base en este aeropuerto: 91% single-engine, 8% multi-engine, <1% jet and <1% helicopter.

## Aerolíneas y destinos
A julio de 2019 las siguientes aerolíneas dan servicio a Fairbanks:
- 40-Mile Air[15] - Delta Junction, Healy Lake, Tok
- Alaska Airlines - Anchorage, Deadhorse, Seattle
- Condor Flugdienst - Fráncfort del Meno
- Delta Air Lines - Mineápolis, Seattle
- Everts Air - Anaktuvuk Pass, Eagle, Fort Yukón
- Ravn Alaska - Anaktuvuk Pass, Anchorage, Deadhorse, Fort Yukón, Galena, Ruby
- United Airlines - Chicago-O'Hare, Denver, San Francisco
- Warbelow's Air[16] - Beaver, Central, Circle, Manley Hot Springs, Minto, Rampart, Stevens Village
- Wright Air Service[17] - Anaktuvuk Pass, Arctic Village, Bettles, Birch Creek, Coldfoot, Fort Yukón, Galena, Huslia, Lake Minchumina, Ruby, Tanana, Venetie